# کوندراته
کوندراته (به لهستانی:  Kondraty) یک روستا در لهستان است که در گمینا گورای واقع شده‌است. کوندراته  ۲۰۴ نفر جمعیت دارد و ۳۱۰ متر بالاتر از سطح دریا واقع شده‌است.